# John Agyekum Kufuor

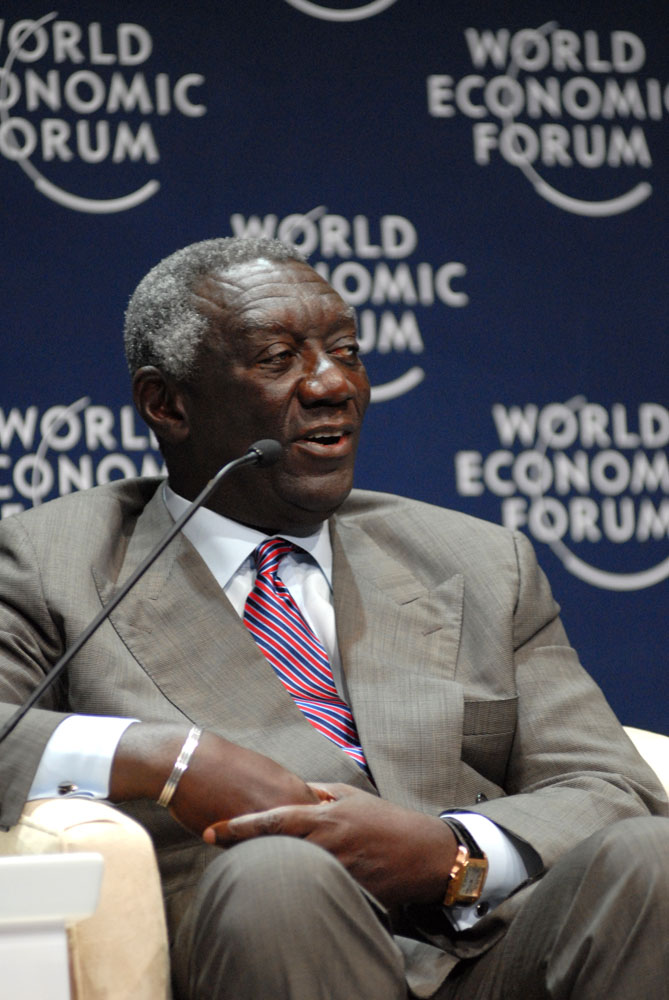
John Kufuor (2008)

John Agyekum Kufuor (* 8. Dezember 1938 in Kumasi) ist ein ghanaischer Politiker und war von 7. Januar 2001 bis 7. Januar 2009 Präsident Ghanas.

## Ausbildung
Kufuor besuchte zunächst das Prempeh College in Kumasi. Später studierte er Jura an der Universität von Oxford und schloss hier mit dem Bachelor in Wirtschaft, Philosophie und Politik im Jahr 1964 ab. Bereits 1961 wurde Kufuor im Lincoln’s Inn als Rechtsanwalt aufgenommen.

## Politische Laufbahn
Seit seiner Rückkehr nach Ghana Ende der 1960er Jahre ist er aktiv in der Politik tätig. Zunächst arbeitete Kufuor als leitender Justizangestellter und Verwaltungsbeamter für die Stadtverwaltung von Kumasi.
Zweimal gehörte er verfassunggebenden Versammlungen an: zunächst 1968/1969, als die seit einem Putsch am 24. Februar 1966 regierende Militärregierung die Rückkehr zur Demokratie einleitete, und ein zweites Mal 1979, als Jerry Rawlings der nächsten seit dem 13. Januar 1972 bestehenden Militärregierung ein blutiges Ende bereitet hatte.
1969 gehörte Kufuor zu den Gründern der Progress Party (PP), zehn Jahre später war er an der Gründung der Popular Front Party (PFP) beteiligt, deren Kandidat Victor Osuwu am 9. Juli 1979 gegen Hilla Limann verlor. Bei den Parlamentswahlen hatte seine Partei am 18. Juni 1979 42 der 140 Sitze erhalten. Bis zu dem Staatsstreich von 1972 und Rawlings zweitem Putsch am 31. Dezember 1981 gehörte er jeweils dem Parlament an und war nach den Umstürzen jeweils zeitweise inhaftiert.

## Diplomat
Er war von 1969 bis Dezember 1971 stellvertretender Außenminister und leitete die Delegation Ghanas bei der Vollversammlung der Vereinten Nationen wie auch bei Treffen der Organisation für Afrikanische Einheit (OAU) und beim Gipfeltreffen der blockfreien Staaten in Lusaka 1970. Im selben Jahr stand er an der Spitze einer ghanaischen Delegation, welche die Sowjetunion, die Tschechoslowakei und Jugoslawien besuchte. Der Putsch von 1972 unterbrach seine diplomatische Karriere. 1980 begleitete er als außenpolitischer Sprecher seiner Partei und stellvertretender Oppositionsführer den ghanaischen Präsidenten Hilla Limanns zum OAU-Gipfel in Freetown. Daneben reiste er mit einer Delegation ghanaischer Abgeordneter in die USA und führte 1981 Gespräche mit dem Internationalen Währungsfonds und der Weltbank.

## Minister
Der seit Ende 1981 wieder regierende Rawlings lud im Januar 1982 führende Vertreter der in der All People’s Party (APP) zusammengeschlossenen Parteien ein, sich an der Regierung zu beteiligen. Kufuor wurde Minister für die lokale Verwaltung. In diesem Amt setzte er sich für eine Dezentralisierung der Verwaltung ein. Unzufrieden mit der Richtung von Rawlings Herrschaft und der vor allem in der ersten Zeit massiven Missachtung der Menschenrechte trat er nach sieben Monaten zurück.

## Präsident
Später war er Mitbegründer der New Patriotic Party (NPP), die ihn am 20. April 1996 mit 1034 von 2000 Delegiertenstimmen zum Präsidentschaftskandidaten kürte. Bei den Wahlen am 7. Dezember 1996 erreichte er 39,6 % der Stimmen, Rawlings wurde wie bereits 1992 im ersten Wahlgang wiedergewählt. Seine Partei, die 1996 60 der 200 Sitze gewonnen hatte, nominierte ihn am 23. Oktober 1998 erneut zum Spitzenkandidaten und wählte ihn zum Parteichef.
Bei den Präsidentschaftswahlen 2000 erreichte er im ersten Wahlgang am 7. Dezember 2000 48,4 % der Stimmen. Im zweiten Wahlgang setzte er sich gegen Rawlings bisherigen Vizepräsidenten, John Atta-Mills, mit 57,4 % der Stimmen durch. Am 7. Januar 2001 trat er sein neues Amt an. Die NPP hatte bei den Parlamentswahlen 99 der 200 Sitze erreicht, durch eine Nachwahl stieg die Zahl auf 100. John Atta-Mills war auch sein Hauptkonkurrent, als er am 7. Dezember 2004 im ersten Durchgang mit 52,45 % für weitere vier Jahre im Amt bestätigt wurde. Die Parlamentswahlen gewann die NPP mit 128 der nun 230 Sitze. Kufuor legt besonderen Wert auf die Förderung der Bildung und Ausbildung in seinem Land und die Entwicklung der Infrastruktur. Während seiner Amtszeit konnten die Inflation eingedämmt und ein solides Wirtschaftswachstum erreicht werden. Kufuor durfte, da er bereits seine zweite Amtszeit angetreten hat, bei den Präsidentschaftswahlen 2008 nicht mehr kandidieren.
Für 2007 wurde er zum Präsidenten der Afrikanischen Union gewählt.

## Familie
Kufuor und seine Frau Theresa Mensah, beide sind römisch-katholisch, haben fünf Kinder. Die Familie lebt in Accra.

## Auszeichnungen
- Knight Grand Cross des Order of the Bath, 2007
- Sonderstufe des Großkreuzes des Verdienstordens der Bundesrepublik Deutschland, 2008
- Welternährungspreis, 2011[2]